# Josep Plantada
Josep Plantada i Artigas (Barcelona, 7 de junio de 1879 – c. 1943) fue un arquitecto español.

## Biografía
Se licenció en la Escuela Técnica Superior de Arquitectura de Barcelona en 1902. Entre sus obras principales destaca la casa Queraltó, en la rambla de Cataluña de Barcelona. En 1911 fue galardonado con un premio extraordinario en el Concurso anual de edificios artísticos del Ayuntamiento de Barcelona por el Cine Ideal.
En 1904 comenzó a trabajar en el Ayuntamiento de Barcelona como ayudante de la Oficina Facultativa de Urbanización y Obras. En 1907 pasó a ser jefe de división de la misma oficina y en 1927 jefe interino de los Servicios de Higiene, Sanidad y Asistencia, cargo desde el que realizó el proyecto del Hospital del Mar. El diario barcelonés La Vanguardia de 25 de noviembre de 1925 muestra su proyecto de Hospital de la Esperanza. En 1932 fue nombrado jefe del Servicio de Edificios de Higiene y Sanidad.
En 1916 construyó el casino del parque de la Ciudadela, en estilo renacentista francés. Tenía dos pisos, el inferior destinado a café-restaurante y el superior donde se ubicaba el casino. Fue derribado en 1964.
Tras la Guerra Civil Española el arquitecto Josep Plantada fue depurado de su cargo.

## Obras

### Barcelona
| Año     | Nombre           | Ubicación                                 | Descripción | Estado    | Foto                       |
| ------- | ---------------- | ----------------------------------------- | ----------- | --------- | -------------------------- |
| 1904    | Casa Queraltó    | Rambla de Cataluña, 88                    |             | Correcto  | Balcón de la casa Queraltó |
| 1911    | Cine Ideal       | Gran Vía de las Cortes Catalanas, 605-607 |             | Derribado |                            |
| c. 1924 | Hospital del Mar | Paseo Marítimo de Barcelona               |             | Correcto  | Hospital del Mar           |

### Vilassar de Mar
| Año     | Nombre       | Ubicación                   | Descripción                                                          | Estado   | Foto         |
| ------- | ------------ | --------------------------- | -------------------------------------------------------------------- | -------- | ------------ |
| c. 1925 | Can Plantada | C. Cristòfol Colom, 152-156 | Chalet de planta baja, piso y desván con techo de cerámica vidriada. | Correcto | Can Plantada |